# Septum (laboratorium)

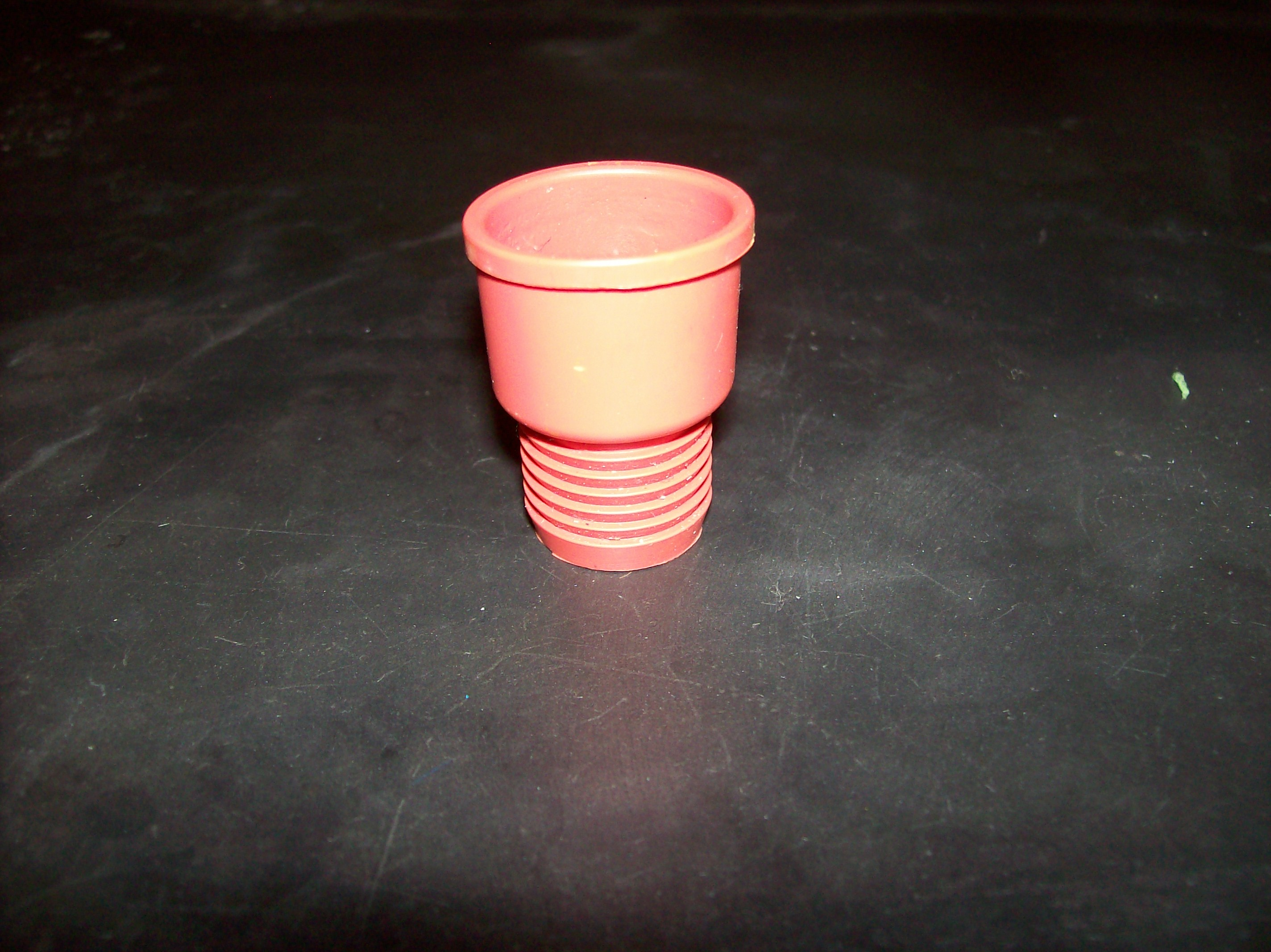
Een rubberen septum

Een septum is een rubberen plaatje dat twee ruimtes onderverdeelt, maar waar met een naald doorheen kan worden geprikt. Na het terugtrekken van de naald sluit het septum het gaatje weer hermetisch af.

## Toepassingen
Een septum wordt in de organische synthese gebruikt als aansluiting op een laboratoriumopstelling die onder inert gas werkt. Via het septum kunnen reagentia of oplosmiddelen worden toegevoegd, zonder dat de inerte-gastoestand wordt verbroken.

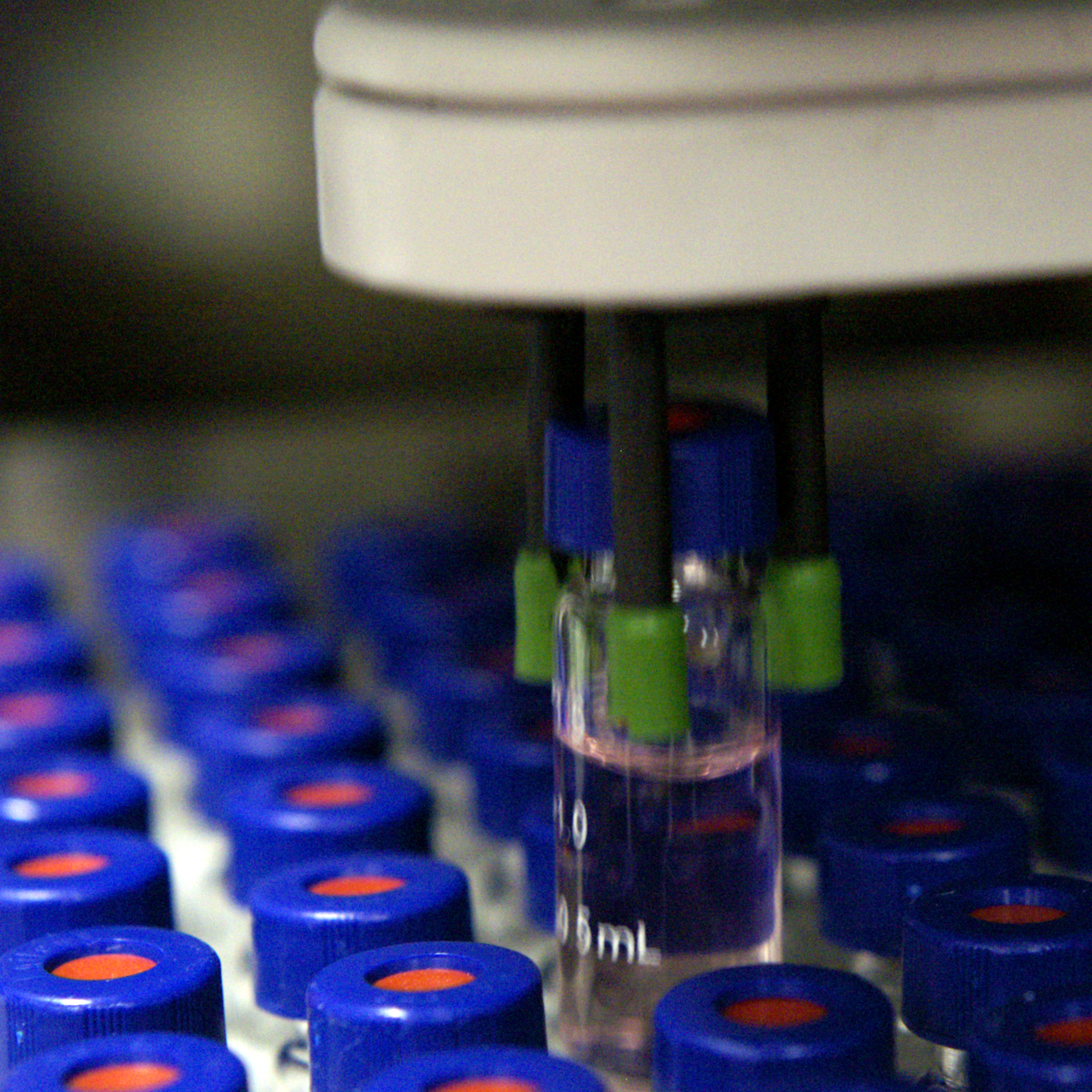
Een autosampler verplaatst een monsterflesje met septum naar het meetinstrument.

In de analytische chemie gebruikt men een septum voor het luchtdicht afsluiten van een monsterflesje (vial). Deze worden vervolgens op een monsterwisselaar (autosampler) geplaatst om ze geautomatiseerd te laten analyseren door een meetinstrument.